# Epactoides mananarae
Epactoides mananarae är en skalbaggsart som beskrevs av Renaud Maurice Adrien Paulian 1976. Epactoides mananarae ingår i släktet Epactoides och familjen bladhorningar. Inga underarter finns listade i Catalogue of Life.